# Reino Kuuskoski

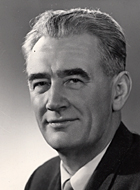
Reino Kuuskoski

Reino Iisakki Kuuskoski (Loimaa, 18 januari 1907 - Helsinki, 27 januari 1965) was een Fins politicus.

## Levensloop
Kuuskoski was onder meer minister van Binnenlandse Zaken en Financiën. Na het aftreden van het zakenkabinet van minister-president Rainer von Fieandt op 17 april 1958, vormde Kuuskoski zelf een zakenkabinet, bestaande uit de Sociaaldemocratische Partij (SDP) en de liberale Finse Volkspartij (KP). 
In juli 1958 werden er verkiezingen gehouden die werden gewonnen door de conservatieven en de communisten, augustus maakte Kuuskoski plaats voor Karl-August Fagerholm (SDP).
Er was ombudsman 1946–1947.